# Alzoniella pellitica
Alzoniella pellitica е вид коремоного от семейство Hydrobiidae.

## Разпространение
Видът е разпространен в Испания.